# Cantonul Vermenton
Cantonul Vermenton este un canton din arondismentul Auxerre, departamentul Yonne, regiunea Burgundia, Franța.

## Comune
- Accolay
- Arcy-sur-Cure
- Bazarnes
- Bessy-sur-Cure
- Bois-d'Arcy
- Cravant
- Lucy-sur-Cure
- Mailly-la-Ville
- Prégilbert
- Sacy
- Sainte-Pallaye
- Sery
- Vermenton (reședință)